# コラボレーティブソフトウェア
コラボレーティブソフトウェア（英語: collaborative software）またはグループウェア（英語: groupware）とは、企業など組織内のコンピュータネットワークを活用した情報共有のためのアプリケーションソフトウェアである。ネットワークに接続されたコンピュータ（のユーザー）同士で情報の交換や共有、またスケジュール管理等の業務に利用される様々な機能を通じて、業務の効率化を目指したものである。様々な機能が一つのシステムに統合されており、それらが有機的に結合しながらユーザにサービスを提供する。
近年では、インターネット・イントラネットの技術向上に伴い、ウェブブラウザを使用したシステムが主流になっている。このタイプはクライアント側が専用ソフトを必要としないため、ホストのみ設置すれば良く、初期投資が低く抑えられ、クライアントのオペレーティングシステムを選ばないという利点がある。

## 主な機能
コラボレーティブソフトウェアが有する主な機能は以下の通りである。
- 電子メールorチャットorインスタントメッセンジャー機能 - 電子メールの送受信、読み書きを行える（相手が読んだかどうかも表示される）
- 電子掲示板（BBS）機能 - 電子掲示板に書き込むことで、メッセージを交換できる
- ライブラリ機能 - 情報ファイル、仕様書、画像データなどを登録し、メンバー間で共有できる
- ドキュメントコラボレーション（英語版）機能 - ドキュメントやファイルを編集し最終バージョンにする、複数のメンバーが共同編集できる
- スケジュール管理機能 - 個人のスケジュール管理のみでなく、メンバーのスケジュールを共有、確認ができる
- 会議室予約（設備予約）機能 - 会議室の空き状況や予約状況、設備貸し出しなどの予約状況を管理できる。主にスケジュール機能と連動している
- プロジェクト管理機能 - プロジェクトを遂行する上での予定、追跡、可視化を行う
- ワークフローシステム（電子決裁）機能 - システム内で企画書や報告書などの起案－決裁ができる仕組み

注１：これらはメンバーや組織ごとに利用できる範囲を設定することができる（例：同じ課のメンバーのスケジュールは閲覧できるが、他の課のメンバーのものは閲覧できない。各課から集まったプロジェクトメンバー専用の電子掲示板・ライブラリを設置する。など）。
注２：システム（ソフトウェア）により、機能の有無が有る、又は違う機能の場合がある

## 共同作業のレベル
コラボレーティブソフトウェアは共同作業のレベルに応じて3つのカテゴリに分けることができる。
1. コミュニケーションは、組織だっていない情報の交換と考えることができる。電話やインスタントメッセンジャー・チャットでの議論は、この一例である。
2. カンファレンス（または、議論のレベルが学術論文で呼ばれるのと同じようなコラボレーションのレベル）は、共通の目標に向けたインタラクティブな仕事に関係する。ブレインストーミングや投票は、この一例である。
3. コーディネーションは、共通の目標に向かって、複雑な相互依存を伴う仕事に関係する。これを理解するための良い比喩は、スポーツチームについて考えることである。誰もが適切なタイミングで適切なプレーを貢献するだけでなく、展開状況にプレイを調整しなければならない-しかし、誰もが別の何かをしている-のチームが勝つようにするために。共同管理とは、共通の目標に向かうための、複雑な相互依存を伴う作業である。

## 実装

### 電子コミュニケーションツール
電子コミュニケーションツールは、人々の間でメッセージ、ファイル、データ、またはドキュメントを送信することで、情報の共有を促進する。
電子コミュニケーションツールの例：
- 電子メール
- ファックス
- ボイスメール
- ウィキ
- Webパブリッシング
- 改訂管理

### 電子会議ツール
電子会議ツールは、よりインタラクティブな方法で、情報の共有を容易にする。
電子会議ツールの例：
- インターネットフォーラム（また、メッセージボードやディスカッションボードとも呼ばれる） - オンラインテキストメッセージを容易に管理するための仮想の議論プラットフォーム
- オンラインチャット - リアルタイムのテキストメッセージを容易に管理するための仮想の議論プラットフォーム
- インスタントメッセージ
- テレフォニー - 電話は、ユーザーが相互作用することを可能にする
- ビデオ会議 - ネットワーク接続されたPCの共有ビデオ信号とオーディオ信号を使って会議を行う。
- データ会議（英語版） - ネットワーク接続されたPCは、一般的な共有ホワイトボードを各ユーザーが変更できる
- アプリケーション共有（英語版） / デスクトップ共有（英語版） - ユーザーは、リアルタイムで同時に、それぞれのコンピュータから共有ドキュメントまたはアプリケーションにアクセスすることができる
- 電子会議システム（英語版）（EMS） - もともとこれらは「電子会議システム」と記載し、それらを会議室に組み込まれていました。これらの特別目的の客室には、通常、多数のPCと相互リンクビデオプロジェクターを含んでいた。しかしながら、電子会議システムは、ウェブベースの、いつでも、いくつかの場所に分散させることができる会議参加者「分散」収容する任意の場所システムに進化してきた。
- 仮想ホワイトボード - ディスプレイ上のノートやホワイトボードに、共有ファイルを配置し、同時に編集できる

### 共同管理（コーディネーション）ツール
共同管理ツールを使って管理することで、グループ活動を容易にする。
共同管理ツールの例：
- 電子カレンダー（とも呼ばれる時間管理ソフトウェア） - スケジュールイベントと自動的に通知し、グループメンバーにスケジュールを思い出させる。
- プロジェクト管理システム - プロジェクトのスケジュールを追跡し、それが完了したときに、プロジェクトの各ステップをグラフ化する
- オンライン校正（英語版） - デザイナー、顧客、クライアントとの間で、アートワーク、写真、ビデオを共有、校正、承認、差し戻しする
- ワークフローシステム - 知識ベースのビジネス·プロセス内のタスクやドキュメントの共同管理
- 知識管理システム - さまざまな形態の情報を収集、整理、管理、共有する
- エンタープライズブックマーク（英語版） - 企業データに共同でブックマークをつけ、整理、共有し、検索するしくみ
- 予測市場 - 人々のグループが一緒に将来の出来事の結果を予測する
- エクストラネットシステム（時には「プロジェクト·エクストラネット」として知られている） - （例：建物の建設を）プロジェクトの成果物に関連する情報を収集、整理、管理、共有
- ソーシャルソフトウェア - グループの社会的関係の構築
- オンラインスプレッドシート - 構造化データと情報を共有し、共同作業を行う
- クライアントポータル（英語版） - 対話と専用オンライン環境でのクライアントと共有
- ワークマネジメントソフトウェア - ワークマネジメントを組織（企業など）のマネジメントに適用するシステム。組織マネジメントのために、グループウェア、プロジェクトマネジメントソフトウェア、タスク管理ソフトウェア、予定表ソフトウェア、ワークフローシステムなどの機能を持つ